# Haydhar ibn Kawus al-Afshin
Haydar Ibn Kāwūs (en árabe: حيدر بن كاوس‎), conocido por su título hereditario de al-Afshīn (الأفشين), fue un general de alto rango de origen iraní en la corte de los califas abasíes y príncipe vasallo de Oshrusana. Desempeñó un papel principal en las campañas del califa al-Mutásim, y fue responsable de eliminar la rebelión de Babak Khorramdin y de la victoria en el campo de batalla sobre el emperador bizantino Teófilo durante la campaña de Amorio. Eventualmente se le acusó de deslealtad y fue arrestado, juzgado y luego ejecutado en junio de 841.

## Nombre y antecedentes familiares
Afshin era un título hereditario dado a los príncipes de Oshrusana durante la época de la conquista musulmana de Persia. El término es una forma árabe del persa medio Pishin y Avestan Pisinah, un nombre propio de etimología incierta. Minorski sugiere que el título Afshin era de origen sogdiano.
Para el momento de la primera invasión árabe de Transoxiana (que incluía Oshrusana) bajo el comando de Qutaiba ibn Muslim (94-5 AH / 712-14 d. C.), Oshrusana estaba habitado por iraníes, que eran gobernados por sus propios príncipes, quienes ostentaban el tradicional título de Afshin.
Generalmente se considera que Afshin (Haydhar) era iraní, aunque dos fuentes clásicas (y algunos autores modernos) lo han llamado turco. Provenía, sin embargo, de una región cultural iraní y no era usualmente considerado turco. La confusión parece provenir del hecho de que el término "turco" era utilizado libremente por los escritores árabes de la época para denotar a las nuevas tropas del califa, incluso si entre ellas se incluían algunos elementos de origen iraní, provenientes de Ferghana y Oshrusana, entre otras regiones .
Se ha afirmado que al-Afshin (Haydhar) tenían orígenes sogdianos (un pueblo iranio del este).

## Primeros años
Según Yaqubi, durante el reinado del tercer califa abasí Al-Mahdi (775-85), el Afshin de Oshrusana fue mencionado entre los varios gobernantes iraníes y turcos de Transoxania y las estepas de Asia Central que se sometían a él de nombre. No fue sino hasta el reinado de Harun al-Rashid en 794-95, sin embargo, que al-Fadl ibn Yahya al-Barmaki dirigió una expedición a Transoxania y obtuvo la sumisión del Afshin Kharākana, el Akin gobernante. Al-Mamún envió más expediciones a Oshrusana cuando se hizo gobernador en Merv y más tarde tras convertirse en califa. Kawus ibn Kharakhuruh, el hijo del Afshin Karākana, retiró su lealtad a los árabes. Sin embargo, poco después de que Al-Mamún llegara a Bagdad desde el este (alrededor de los años 817-818 u 819-820), estalló una lucha de poder y desacuerdos entre la familia reinante de Oshrusana. 
Según la mayoría de las fuentes, el heredero de al-Mamún, Al-Mutásim, secundó a los oficiales de alto rango para que sirvieran bajo su mando y ordenó sueldos, viáticos y raciones excepcionalmente elevados para el Afshin Haydar. En 831-833, el Afshin reprimió revueltas por todo Egipto. El 2 de junio de 832, el Afshin logró capturar Bima en Egipto. La ciudad se rindió ante Afshin siguiendo su consejo de que al-Mamún les prometía salvoconducto. 

## Afshin y Babak

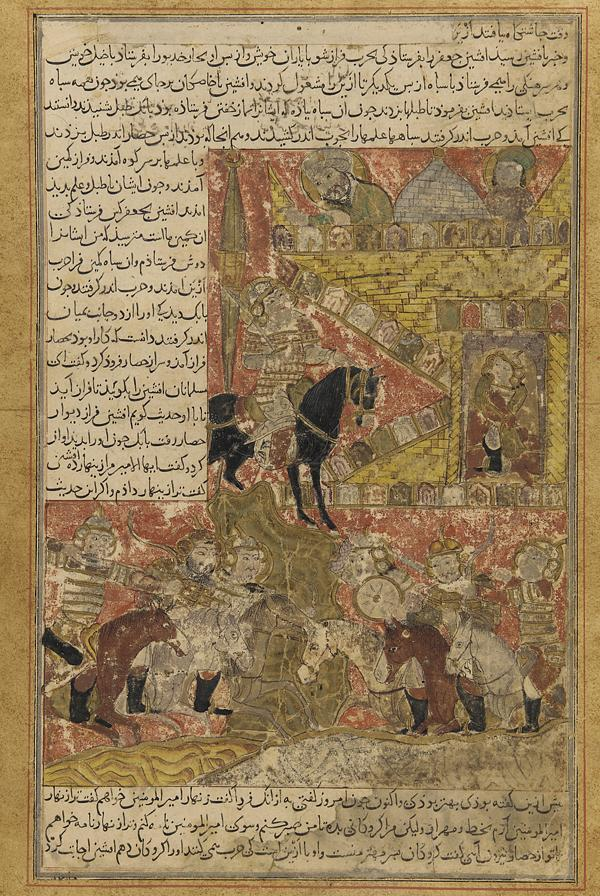
Babak conversa con Afshin Haydar, el general del califa al-Mutásim

En 835, el califa al-Mutásim nombró a Afshin como gobernador de Adharbayjan para luchar contra Babak Khorramdin, líder del movimiento persa neo-mazdakita y antiislámico de los khurramitas.
Tras una fiera resistencia por parte del ejército de Babak, Afshin finalmente lo derrotó y capturó el castillo de Babak en Bazz en agosto de 837. Ya'qubi (Tarikh II, 579) escribe que Afshin liberó a 7600 prisioneros árabes de esta fortaleza y destruyó el castillo. El líder khurramita se ocultó bajo la protección de un príncipe cristiano local, Sahl ibn-Sunbat quien más tarde lo entregaría a Afshin. A cambio de los logros de Afshin, el califa lo recompensó con la gobernación de Sind además de las de Armenia y Adharbayjan.

## Campaña de Amorio

Mapa de las campañas bizantinas y árabes en los años 837-838, que muestra la incursión de Teófilo en la Alta Mesopotamia y la invasión en represalia de Al-Mutásim en Asia Menor (Anatolia), que culminó con la conquista de Amorio.

En 838, al-Mutásim decidió lanzar una importante expedición punitiva contra Bizancio, con el objetivo de capturar las dos principales ciudades bizantinas de Asia Menor central, Ankara y Amorio. Esta última era probablemente la ciudad más grande de Asia Menor en ese momento, así como el lugar de nacimiento de la dinastía amoria reinante y, en consecuencia, de particular importancia simbólica. Según las crónicas, los soldados de al-Mutásim pintaron la palabra "Amorio" en sus escudos y estandartes. Se reunió un inmenso ejército en Tarso (80.000 hombres según Treadgold), que se dividió entonces en dos fuerzas principales. Afshin fue puesto al mando de la fuerza del norte, que invadiría el thema armeniaco desde la región de Melitene, uniéndose a las fuerzas del emir de la ciudad, Umar al-Aqta. La fuerza principal del sur, bajo el mando del Califa en persona, atravesaría las Puertas Cilicias hacia Capadocia y se dirigiría a Ankara. Después de que la ciudad fuera tomada, los ejércitos árabes se unirían y marcharían hacia Amorio. La fuerza de Afshin incluía, según Escilitzes, todo el ejército árabe de Armenia, y contaba con entre 20.000 (Haldon) y 30.000 hombres (Treadgold), entre los que se encontraban unos 10.000 arqueros montados turcos.
A mediados de junio de 838, Afshin cruzó los montes Anti-Tauro y acampó en el fuerte de Dazimon, entre Amasya y Tokat, una ubicación importante estratégicamente que los bizantinos también usaban como área de preparación avanzada (aplekton). Unos días más tarde, el 19 de junio, la vanguardia del ejército principal abasí también invadió territorio bizantino, seguido dos días después por el Califa con el grueso del ejército. El emperador Teófilo eligió enfrentarse primero a Afshin, ya que aunque su ejército era más pequeño, amenazaba con cortar sus líneas de suministro. El 21 de julio, el ejército imperial apareció a la vista de la fuerza árabe y acampó en la colina de Anzen al sur de Dazimon. En la batalla de Anzen que siguió, el ejército bizantino atacó al amanecer e inicialmente hizo un buen progreso, pero al mediodía Afshin lanzó a sus arqueros montados turcos en un feroz contraataque que bloqueó el avance bizantino y permitió que las fuerzas árabes se reagruparan. Al mismo tiempo, Teófilo decidió llevar refuerzos en persona a una de sus alas, y su repentina ausencia inquietó a sus tropas, que pensaron que lo habían matado. El ejército bizantino colapsó, algunas unidades desintegrándose y huyendo desordenadas, mientras que otras aparentemente pudieron retirarse en buen estado. Teófilo mismo escapó por poco de la batalla con su guardia y fue rodeado por los hombres de Afshin en una colina baja. Afshin envió a buscar catapultas para atacar la posición bizantina, pero los bizantinos lograron romper las líneas árabes y el emperador escapó.
La vanguardia del califa bajo el comando de Ashinas llegó a Ankara, que había sido abandonada por sus habitantes, el 26 de julio. Afshin llegó allí unos días después y se unió al principal ejército abasí, que se dirigió entonces al sur hacia Amorio. Afshin comandaba la retaguardia, mientras Ashinas estaba una vez más al frente y el califa en el medio. Saqueando el campo a medida que avanzaban, llegaron a Amorio siete días después de su partida de Ankara, y comenzaron el asedio de la ciudad el 1 de agosto.

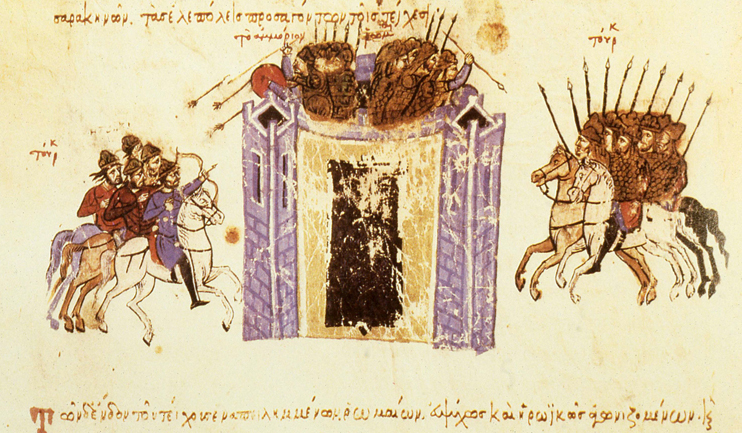
Miniatura del manuscrito de Madrid Skylitzes que representa el asedio árabe de Amorio

Las fortificaciones de la ciudad eran fuertes, con un foso ancho y un muro grueso protegido por 44 torres, según el geógrafo contemporáneo Ibn Khordadbeh, y el califa asignó a cada uno de sus generales a un tramo de los muros. Tanto los sitiadores como los sitiados tenían muchas armas de asedio, y durante tres días los dos bandos intercambiaron disparos de misiles mientras los zapadores árabes intentaban socavar las murallas. Según los relatos árabes, un prisionero árabe que se había convertido al cristianismo desertó de nuevo y fue al califa a informarle sobre un lugar en la muralla que había sido gravemente dañado por las fuertes lluvias y solo reparado apresurada y superficialmente debido a la negligencia del comandante de la ciudad. Como resultado, los árabes concentraron sus esfuerzos en esta sección. Los defensores intentaron proteger el muro colgando vigas de madera para absorber el impacto, pero se astillaron y después de dos días se abrió una brecha. Los árabes lanzaron entonces repetidos ataques contra la brecha, con Afshin, Ashinas e Itakh turnándose para liderar a sus hombres en el ataque, pero los defensores se mantuvieron firmes. En el evento, la ciudad cayó por traición a mediados de agosto, cuando el oficial bizantino al mando de la brecha trató de abrir negociaciones por separado con al-Mutásim, y los abasíes aprovecharon el respiro para lanzar un ataque sorpresa.

## Caída
A pesar de sus éxitos, la buena estrella de Afshin empezó a decaer, aparentemente como resultado de sus celos hacia Abdallah bin Taher, gobernador de Jorasan a quien Afshin al parecer consideraba un advenedizo y un rival por el poder en Transoxania. Afshin había comenzado a intrigar junto con Maziar, un príncipe karenida e ispahbadh de Tabaristán en la región del Caspio. Afshin supuestamente alentó a Maziar en secreto, con la esperanza de que `Abdallāh bin Tāher fuera privado de su cargo de gobernador, permitiendo que Afshin asumiera el cargo de gobernador. La rebelión de Maziar fue eliminada en 839 y la posición de Afshin se volvió cada vez más difícil, lo que hizo que Afshin perdiera el favor de los califas. Su situación se vio agravada por el hallazgo de correspondencia entre él y Maziar. Además, el gobernador de Jorasán, Abdallah ibn Tahir, alegó que había interceptado parte de la riqueza de Babak que Afshin había obtenido en la campaña anterior y que estaba tratando de transferir en secreto a las tierras de Afshin en Oshrusana. Cuando Maziar llegó a Samarra, Afshin fue arrestado. 
Maziar participó en el interrogatorio al ex-general, afirmando que Afshin había conspirado con él. Otros de los presentes plantearon preguntas adicionales sobre la sinceridad de la conversión de Afshin del zoroastrismo al islam. Respondió que no hay otro Dios que Dios a Al Wathiq. Afshin tenía respuestas para todas las acusaciones. Afirmó que los artefactos y libros zoroastristas que tenía en su poder eran reliquias familiares desde antes de convertirse en musulmán. Explicó que cuando castigó a un par de fanáticos musulmanes que destruían ídolos en Oshrusanah, estaba ejerciendo un liderazgo razonable destinado a mantener la armonía en su territorio de religiosamente diverso. Les dijo a sus detractores que el saludo formulaico que su pueblo usaba para escribirle en persa como "señor de señores," era simplemente una tradición y no invalidaba su fe personal en un solo Dios.
Todas sus respuestas fueron infructuosas. Al-Mutásim mandó construir una prisión especial para Afshin. Se la conocía como "La Perla" y tenía forma de minarete. Allí pasó sus últimos nueve meses de vida y murió allí entre mayo y junio de 841. 
El río Tigris fue utilizado como vertedero de sus restos cremados. Se utilizó un solo lugar para la crucifixión de los cadáveres de Afshin, Maziar y Babak.
Tras su muerte, Ostrushana se islamificó, mientras que antes él había preservado los templos de la ruina.